# Термічна дисоціація
Термічна дисоціація — хімічна реакція розкладання речовини під дією зміни температури. При цьому з одної речовини утворюється одна або декілька простіших хімічних сполук.
Багато процесів термічної дисоціації є реакціями внутрішньомолекулярного окиснення-відновлення. Оборотність термічної дисоціації відрізняє її від термічного розкладання (термолізу).
Термічну дисоціацію описують законом діючих мас і характеризують або константою рівноваги, або ступенем дисоціації (відношенням числа дисоційованих молекул до загального числа молекул). Здебільшого термічна дисоціація супроводжується поглинанням енергії, тому відповідно до принципу Ле Шательє — Брауна нагрів збільшує ступінь дисоціації і зміщує рівновагу в напрямку продуктів розкладання. У тих реакціях термічної дисоціації, в яких теплота виділяється, підвищення температури зменшує ступінь дисоціації і зміщує рівновагу в бік вихідної речовини.